# Espectroscopia de retrodispersão de Rutherford
A espectroscopia de retrodispersão de Rutherford ou RBS (do termo em inglês, Rutherford Backscattering Spectroscopy) é uma técnica de análise usada na física de materiais. Algumas vezes referida como espectrometria HEIS (high-energy ion scattering) ou espectrometria por espalhamento de íons de alta-energia, a RBS é usada para determinar a estrutura, composição e concentração de materiais pela medição da dispersão de um feixe de íons de alta energia incidente sobre uma amostra.